# Бесагаш (Каратальський район)
Бесага́ш (каз. Бесағаш) — село у складі Каратальського району Жетисуської області Казахстану. Входить до складу Тастобинського сільського округу.
У радянські часи село називалось Бригада колхоза 30 літ Казахстану..
Населення — 123 особи (2021; 103 у 2009, 86 у 1999, 114 у 1989).